# Halocosa cereipes
Halocosa cereipes is een spinnensoort uit de familie Lycosidae (Wolfspinnen). De wetenschappelijke naam van de soort werd voor het eerst geldig gepubliceerd in 1878 door Koch als Lycosa cereipes